# Synagoge Laudenbach (Weikersheim)
Die ehemalige Synagoge in Laudenbach, einem Stadtteil von Weikersheim im Main-Tauber-Kreis, bestand seit dem Ende des 18. Jahrhunderts bis zur Zeit des Nationalsozialismus.

## Geschichte
Das genaue Entstehungsdatum einer älteren Synagoge ist unbekannt. Am 4. Juli 1797 wurde der Antrag für den Bau einer neuen Judenschule gestellt. Demnach war die alte Synagoge vom Einsturz bedroht, ein Neubau galt als unumgänglich. Das Baugesuch wurde vom würzburgischen Amtmann in Niederstetten befürwortet, weil er keine Einwände von der christlichen, vorwiegend katholischen Gemeinde erwartete und bei einer Ablehnung der Höchsten Landesherrschaft verschiedene Einnahmen verloren gehen könnten. Dennoch gab es Einsprüche und Protestbriefe der christlichen Gemeinde. Letztlich wurde der Bau unter dem Vorbehalt genehmigt, dass sich die Synagoge nicht in der Nähe der Kirche, des Pfarrhauses, der Hauptstraße oder sonst einer Straße befindet, an der Prozessionen vorbeigehen. Daneben sollte das Gebäude nicht das Aussehen einer Kirche haben, weshalb die Synagoge wie ein Privathaus erbaut wurde.
Die Inneneinrichtung der Synagoge wurde bei den Novemberpogrome 1938 durch unbekannte Täter nahezu vollständig zerstört. Später wurde die Synagoge zu einem Wohnhaus umgebaut. Das Synagogengebäude in der Straße Am Markt 3 (⊙) ist in der Substanz bis heute erhalten. Der Türsturz ist noch erhalten, lediglich der Dachstock wurde erneuert. An die Geschichte der ehemaligen Synagoge erinnert seit 1998 eine Gedenktafel vor dem Gebäude.